# Francis Marrash
Francis ben Fathallah ben Nasrallah Marrash, noto anche come Francis Marrash, Francis al-Marrash o Francis Marrash al-Halabi (in arabo: فرنسيس بن فتح الله بن نصر الله مرّاش (cognome anche ebreo sefardita marrash); Aleppo, 1835 o 1836 o 1837 – Aleppo, 1873 o 1874), è stato uno scrittore e poeta siriano del movimento Nahda (la rinascita araba).

## Biografia
Francis Marrash è nato ad Aleppo, città della Siria ottomana (l'odierna Siria), da un'antica e rispettata famiglia melchita nota per i propri interessi letterari. Butros Marrash († 1818), un parente di Francis, è stato ucciso dai fondamentalisti ortodossi per le sue opinioni religiose; Fathallah, il padre di Francis, ha scritto un libro blasfemo e ha creato un altro scandalo. Era un uomo di lettere, e aveva costruito una grande biblioteca privata a dare i suoi tre figli Francis, Abdallah e Maryana una formazione completa, in particolare nel campo della lingua araba e della letteratura. Aleppo era allora un importante centro letterario e filosofico dell'impero ottomano, con molti pensatori e scrittori interessati con il futuro degli arabi.
Fu nelle scuole religiose francesi che la famiglia Marrash imparò l'arabo con il francese e altre lingue straniere (italiano ed inglese). Ma Francis aveva già studiato privatamente la lingua araba e la sua letteratura. Ha poi ricevuto lezioni private di medicina per quattro anni da un medico inglese e praticò la medicina per un anno.
Alla fine, suo padre Fathallah e suo fratello Abdallah hanno raggiunto una certa fama letteraria, mentre Maryana ha portato la tradizione dei salotti letterari di nuovo nel Medio Oriente, e fu la prima donna a scrivere sulla stampa araba.
Kahlil Gibran fu un grande ammiratore di Marrash. Egli aveva studiato le opere di quest'ultimo al-Hikma scuola a Beirut. Secondo Shmuel Moreh, Gibran potrebbe essere stato ispirato dallo stile e alcune idee di Marrash.

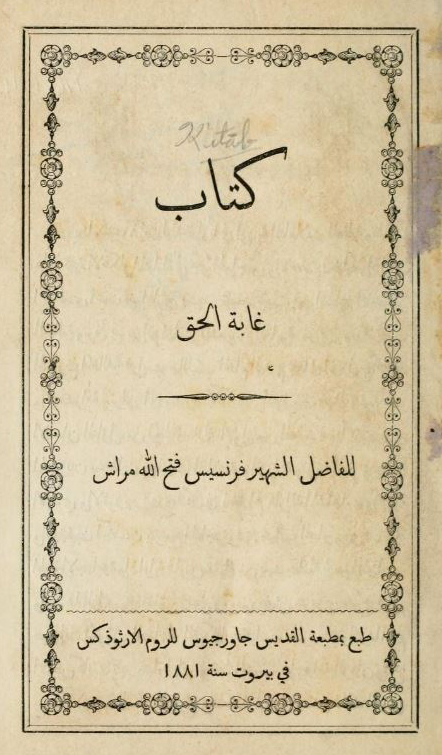

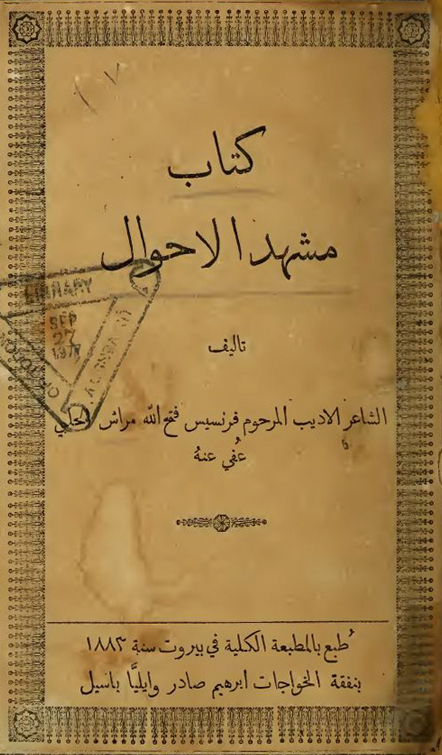

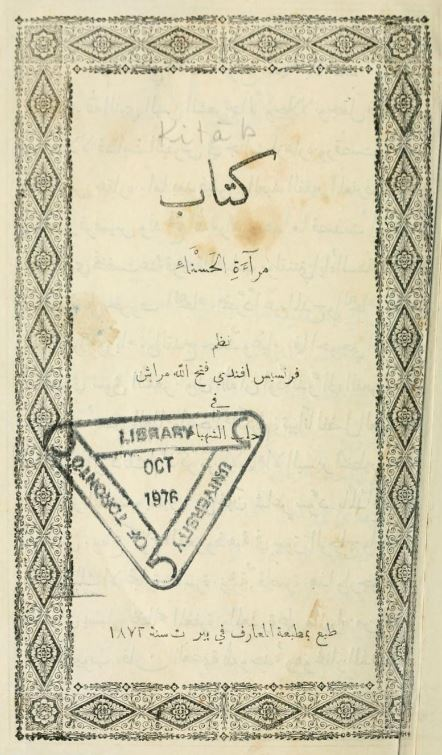

## Le opere

### Le opere famose
- Dalīl al-ḥurrīyah al-insānīyah, 1861.[6]
- Al-mir’āt al-ṣafīyah fī al-mābādi’ al-ṭabī‘īyah, 1861.[6]
- Ta‘zīyat al-makrūb wa-rāḥat al-mat‘ūb, 1864.[6]
- Ghābat al-ḥaqq fī tafṣīl al-akhlāq al-fāḍilah, c. 1865.[7]
- Riḥlat Bārīs, 1867.[6]
- Kitāb dalīl al-ṭabī‘ah, c. 1867.[8]
- Al-kunūz al-fanīyah fī al-rumūz al-maymūnīyah, 1870.[6]
- Mashhad al-aḥwāl, 1870.[9]
- Durr al-ṣadaf fī gharā’ib al-ṣudaf, 1872[10]
- Mir’āt al-ḥasnā’, 1872.[6]
- Shahādat al-ṭabī‘ah fī wujūd Allāh wa-al-sharī‘ah, 1892 (posthumous).[6]

### Gli articoli
- "Al-marʾah bayna al-khushūnah wa-al-tamaddun", al-Jinān, 1872.
- "Fī ta‘līm al-marʾah", al-Jinān, 1872.